# Stenothoides beringiensis
Stenothoides beringiensis är en kräftdjursart. Stenothoides beringiensis ingår i släktet Stenothoides och familjen Stenothoidae. Inga underarter finns listade i Catalogue of Life.